# مراد خرچف
مراد خرچف (روسی: Мурат Петрович Храчев؛ زادهٔ ۲۵ ژوئیه ۱۹۸۳) ورزشکار بوکس اهل روسیه است.
وی در مسابقات کشوری و بین‌المللی در مجموع برندهٔ ۱ مدال طلا، ۱ مدال برنز شده‌است.